# Котовиці (Тшебницький повіт)
Котовиці (пол. Kotowice, нім. Kottwitz) — село в Польщі, у гміні Оборники-Шльонські Тшебницького повіту Нижньосілезького воєводства.
Населення — 383 особи (2011).
У 1975-1998 роках село належало до Вроцлавського воєводства.

## Демографія
Демографічна структура станом на 31 березня 2011 року:
|          | Загалом | Допрацездатний вік | Працездатний вік | Постпрацездатний вік |
| -------- | ------- | ------------------ | ---------------- | -------------------- |
| Чоловіки | 188     | 54                 | 119              | 15                   |
| Жінки    | 195     | 41                 | 117              | 37                   |
| Разом    | 383     | 95                 | 236              | 52                   |